# Asmodean
Asmodean je imaginarni lik iz serijala epske fantastike Točak vremena. On je jedan od Izgubljenih, 13 Aes Sedai koji služe Mračnom. Njegovi razlozi za prelazak u Sijenku su vrlo čudni. Za vrijeme Doba legendi zvao se Džoar Adam Nesosin. Bo je poznati kompozitor. Rođen je u malom gradu Šorel. Bio je svestrani muzičar i nastupao je na mnogo instrumenata. Nikada nije postigao uspjeh koji je zasluživao. Prešao je Sijenci zbog besmrtnosti, da bi imao vječnost da se usavršava u svom zanimanju. Nije bio jak general, ali je služio kao guverner. Bio je blaži od ostalih Izgubljenih. Međutim, on bi hapsio sve umjetnike koji su mu predstavljali konkurenciju i sakatio bi ih. Nakon što se oslobodio iz zatvora Mračnog, Lanfear ga je natjerala da nauči usmjerivanju Randa al'Tora, ponovorođenog Lijusa Terina Telamona. Ubio ga je nepoznati ubica u Kaemlinu, glavnom gradu Andora.